# Military patrol az 1924. évi téli olimpiai játékokon
Az 1924. évi téli olimpiai játékokon a military patrol versenyszámát január 29-én rendezték. Az aranyérmet a svájci csapat nyerte. Magyar csapat nem vett részt a versenyen.
A military patrol sportágból fejlődött ki a mai modern biatlon.

## Részt vevő nemzetek
A versenyeken 6 nemzet 24 sportolója vett részt.
- Csehszlovákia (TCH) (4)
- Finnország (FIN) (4)
- Franciaország (FRA) (4)
- Lengyelország (POL) (4)
- Olaszország (ITA) (4)
- Svájc (SUI) (4)

## Éremtáblázat
(A rendező nemzet csapata eltérő háttérszínnel, az egyes számoszlopok legmagasabb értéke, vagy értékei vastagítással kiemelve.)
| Az 1924. évi téli olimpiai játékok éremtáblázata military patrolban | Az 1924. évi téli olimpiai játékok éremtáblázata military patrolban | Az 1924. évi téli olimpiai játékok éremtáblázata military patrolban | Az 1924. évi téli olimpiai játékok éremtáblázata military patrolban | Az 1924. évi téli olimpiai játékok éremtáblázata military patrolban | Olimpia  |
| ------------------------------------------------------------------- | ------------------------------------------------------------------- | ------------------------------------------------------------------- | ------------------------------------------------------------------- | ------------------------------------------------------------------- | -------- |
|                                                                     | Ország                                                              | Arany                                                               | Ezüst                                                               | Bronz                                                               | Összesen |
| 1.                                                                  | Svájc (SUI)                                                         | 1                                                                   | 0                                                                   | 0                                                                   | 1        |
|                                                                     |                                                                     |                                                                     |                                                                     |                                                                     |          |
| 2.                                                                  | Finnország (FIN)                                                    | 0                                                                   | 1                                                                   | 0                                                                   | 1        |
|                                                                     |                                                                     |                                                                     |                                                                     |                                                                     |          |
| 3.                                                                  | Franciaország (FRA)                                                 | 0                                                                   | 0                                                                   | 1                                                                   | 1        |
|                                                                     |                                                                     |                                                                     |                                                                     |                                                                     |          |
| Összesen                                                            | Összesen                                                            | 1                                                                   | 1                                                                   | 1                                                                   | 3        |

## Végeredmény
A versenyszám a sífutás és a mai biatlonváltó kombinációja volt. A csapatok négy főből álltak. A versenytáv körülbelül 30 km volt. A versenyzők a táv felénél megálltak, és a csapat három tagja összesen 18 lövést adhatott le a 250 méterre lévő célponttól. A verseny befejezéséhez mind a négy versenyzőnek teljesítenie kellett a távot. Minden hibás lövés után az időeredményhez hozzáadtak fél percet, ez az összesített idő határozta meg a végső sorrendet.
| Helyezés | Csapat                                                                                                 | Idő           | Lövőhiba | Összesített idő |
| -------- | --- | ------------- | -------- | --------------- |
| Arany    | Svájc (SUI) · Denis Vaucher · Anton Julen · Alfons Julen · Alfred Aufdenblatten                        | 3:56:06       | 8        | 4:00:06         |
| Ezüst    | Finnország (FIN) · August Eskelinen · Heikki Hirvonen · Ville Mattila · Väinö Bremer                   | 4:00:10       | 11       | 4:05:40         |
| Bronz    | Franciaország (FRA) · Adrien Vandelle · Camille Mandrillon · Georges Berthet · Maurice Mandrillon      | 4:18:53       | 2        | 4:19:53         |
| 4.       | Csehszlovákia (TCH) · Bohuslav Josífek · Jan Mittlöhner · Josef Bím · Karel Buchta                     | 4:19:54       | 5        | 4:22:24         |
| –        | Olaszország (ITA) · Piero Dente · Albino Bich · Goffredo Lagger · Paolo Francia                        | nem ért célba | –        | –               |
| –        | Lengyelország (POL) · Stanisław Chrobak · Stanisław Kądziołka · Szczepan Witkowski · Zbigniew Woycicki | nem ért célba | –        | –               |